# Anetanthus
Anetanthus, maleni biljni rod iz porodice gesnerijevki raširen po tropskoj Južnoj Americi. Sastoji se od tri vrste trajnica i polugrmova.. Posljednja treća vrsta, Anetanthus disjuncta. otkrivena je 2015. u Gvajani.

## Ime
Ime roda Anetanthus dolayzi od grčkog ανετος, anetos = labav, i άνθος, anthos = cvijet, što se odnosi na labavo raspoređene cvjetove u cvatu.

## Opis
To su kopnene ili saksikolne (koje rastu na stijenama) biljke. Listovi nasuprotni i izofilni, u pazušcima listova nekoliko cvjetova. Plod je izdužena jajolika čahura. Broj kromosoma nepoznat. Tipična je Anetanthus gracilis Hiern.

## Vrste
1. Anetanthus disjuncta L.E.Skog & J.L.Clark
2. Anetanthus gracilis Hiern
3. Anetanthus ruber L.E.Skog